# Giovanni Ciampoli
Giovanni Ciampoli, né à Florence, en Toscane en 1589 - mort le 8 septembre 1643 à Jesi, est un prêtre catholique et poète italien.

## Biographie
Né à Florence en 1589, Giovanni Ciampoli fit ses humanités chez les jésuites, et sa philosophie chez les dominicains. Il était pauvre ; les succès brillants qu’il eut dans ses études intéressèrent J. B. Strozzi, noble florentin, ami et protecteur des lettres, qui le reçut dans sa maison. Le jeune Ciampoli frappait de surprise et d’admiration tous ceux qui l’entendaient argumenter sur une question proposée, ou improviser en vers sur les sujets les plus difficiles et les plus imprévus. Galilée, l’ayant entendu lui conseilla de quitter le péripatétisme des écoles pour les nouvelles méthodes dont Galilée lui-même était l’auteur. Ciampoli, docile à ce conseil, obtint du généreux Strozzi les moyens d’aller faire un cours d’études mathématiques et philosophiques à l’université de Padoue. Il y fit la connaissance des deux frères Aldobrandini, qui le conduisirent avec eux à Bologne, et le présentèrent au cardinal Maffeo Barberini, alors gouverneur de cette ville au nom du pape Paul V. Ce cardinal était poète, aimait la poésie, et fut enchanté du talent de Ciampoli. Celui-ci, pour mettre à profit les bonnes dispositions de ses protecteurs, obtint, peu de temps après, de Strozzi, la permission  et les fonds nécessaires pour se rendre à Rome. Le jeune prélat Virginio Cesarini le prit en amitié, le logea même chez lui et Ciampoli a consacré dans ses poésies les regrets qu’il avait donnés à sa mort prématurée. Ciampoli compta aussi parmi ses protecteurs le prince Cesi, qui l'agrégea à son Académie des Lyncéens. Grégoire XV, successeur de Paul V, nomma Ciampoli secrétaire des brefs. Le pontificat d’Urbain VIII le confirma dans son emploi, et y ajouta une des places de la chambre pontificale. Ciampoli mit à profit les goûts poétiques de ce pape, composa plusieurs pièces de vers pour lui et pour sa famille et loua dans ses entretiens particuliers, ceux qu’Urbain composait lui-même. Il se préférait franchement à Pétrarque, à l’Arioste, au Tasse, à Virgile, à tous les autres poètes célèbres. Les applaudissements qu’il recevait dans les académies où il récitait ses vers, et ceux qui lui furent sans doute prodigués depuis que sa position à la cour l’eut exposé à avoir lui-même des courtisans, avaient exalté son orgueil poétique à un point qui le rendit bientôt insupportable à la cour et à la ville. Il le devint surtout au Pape, qui lui retira la rédaction des brefs, et bientôt après le nomma successive gouverneur de trois petites villes, Montalto, Norcia et Jesi, pour l’éloigner de Rome, où il n’eut jamais la permission de retourner. Cette disgrâce avait une autre cause que le mécontentement poétique du pontife : Ciampoli était resté attaché par l’admiration et la reconnaissance à Galilée. Quand la cour de Rome eut commencé ses persécutions contre cet homme, l’attachement pour lui devint un crime, et c’est ce crime qui parut impardonnable à Urbain VIII, plutôt que l’orgueil impertinent de Ciampoli. Désormais il se dédia au travail et à l'étude.
Giovanni Ciampoli mourut à Jesi le 8 septembre 1643. Il légua ses manuscrits au roi de Pologne, Ladislas IV, qui lui avait témoigné un intérêt constant dans sa disgrâce. Il avait écrit en latin, sous le titre de Zoroaster, un dialogue, où se trouve l’idée d’un plus grand ouvrage qu’il avait commencé sur la Politique chrétienne ; et une défense d’Innocent II, relative aux droits qu’il prétendait avoir été accordés par ce pape à Robert Guiscard, et aux autres princes normands, sur la monarchie des deux Siciles. Ces deux ouvrages furent imprimés à Rome en 1667, sous le titre de Prose di G. Ciampoli, in-8°. Il avait aussi entrepris, mais non achevé, une histoire du règne de Ladislas. Ses poésies ne furent recueillies et imprimées que cinq ans après sa mort, sous ce titre : Rime di monsignor Giovanni Ciampoli, Rome, 1648, in-4°. Elles sont divisées en poesie sacre, funebri et morali ; elles ont été réimprimées plusieurs fois.

## Œuvres
- Nous avons du Ciampoli deux recueils de vers en italien : le premier comprend ceux qu'il a faits sur des sujets de piété et de religion, le second renferme ses poésies mêlées sur des matiéres différentes[2] :
  - Rime, Rome, Corbelletti, 1648 (lire en ligne) ;
  - Poesie Sacre, Bologne, Zenero, 1648 (lire en ligne).
- Il a laissé aussi deux volumes en prose :
  - Prose, Rome, Manelfo Manelfi, 1649 (lire en ligne) ;
  - Lettere, Florence, Amador Massi, 1650.

## Sources
- « Ciampoli (Jean-Baptiste) », dans Louis-Gabriel Michaud, Biographie universelle ancienne et moderne : histoire par ordre alphabétique de la vie publique et privée de tous les hommes avec la collaboration de plus de 300 savants et littérateurs français ou étrangers, 2e édition, 1843-1865 [détail de l’édition]
- Federica Favino, Deux dialogues retrouvés de Giovanni Ciampoli, in E. Festa, V. Jullien, M. Torrini (éd.) Géométrie, atomisme et vide dans l'école galiléenne, ENS Ed., Fontenay Saint-Cloud, 1999, 25-42.